# Espuri Tarpei (pare de Tarpeia)
Espuri Tarpei (en llatí Spurius Tarpeius) va ser un personatge que se situa entre la història i la mitologia de l'antiga Roma.
Era el comandant de les forces que defensaven la ciutadella romana sota el rei Ròmul quan la ciutat va ser atacada pels sabins. La seva filla, Tarpeia, va trair la ciutat oferint-se a obrir la porta als sabins si, com a compensació, els guerrers li donaven allò que portaven al braç esquerre. Els sabins ornaven aquest braç amb braçalets i anells d'or. Quan van entrar a la ciutat, la van matar amb els escuts que portaven al braç esquerre.